# 賀維珍
賀維珍（1887年11月23日—1976年8月19日)，號宣庭，江西永新人，國民黨桂系中將軍長，保定陸軍軍官學校第三期、陸軍大學第一期畢業，初任中華民國陸軍軍官學校第六分校（南寧分校）步兵科長兼學員(生)總隊少將總隊長，白崇禧（與賀維珍同為保定軍校第三期同學）稱讚他：「練兵辦教育都很熱誠」並被選為十五位對廣西卓有貢獻的外省人；賀維珍（時任173師師長）於台兒莊戰役戰功因派系原因，而未被陳誠提報中央獎勵；賀維珍曾於1944年10月任第31軍軍長時，在沒有外援的情形下，堅持率領桂林守軍暨民防團約2萬人死守桂林，與日本15萬大軍血戰20日，力竭而退（史稱桂林保衛戰）；賀氏從軍前任教職，一生正直清廉，兩袖清風，為著名之儒將，1950年代於台灣屏東縣擔任中學教師，曾獲全台優良國文教師評鑑第一名。1976年逝世於屏東縣，葬於高雄縣大寮鄉（今高雄市大寮區）。

## 抗戰期間
- 初任48軍韋雲淞軍長轄173師少將師長，1939年12月底於廣西崑崙關戰役戰勝日軍，時任31軍韋雲淞軍長轄下131師少將師長。
- 繼升任31軍中將軍長。

- 著名戰役：『台兒莊戰役（時任173師少將師長）』.『廣西崑崙關戰役（時任131師少將師長）』.『桂柳戰役（時任31軍中將軍長）』

## 台灣時期
賀維珍來到台灣後因屬桂系，而被取消了軍籍，沒有公家給與待遇，生活困苦，白崇禧在寫給他的兄姐的家函中提到賀維珍：

「禧舊時袍澤，亦多為生活所逼迫，如賀軍長維珍，現在台北，上有八十二歲的老母，下有髫髮襁褓的幼兒，渠在大陸退役，嗣後華中呈准起用，此刻又假退役，公家不再給待遇，他們母子夫妻抱頭痛哭幾天，吃米糠有三週，禧方得知，現正約同友人救濟。類如賀軍者為數甚多，聞之鼻酸。」

1950年代於台灣屏東縣擔任中學教師，曾獲全台優良國文教師評鑑第一名。1976年逝世於屏東縣，葬於高雄縣大寮鄉（今高雄市大寮區）。